# Lila Art High School
Lila Art High School (hangul: 리라아트고등학교; lit. Escola de Artes Lila) é uma escola de ensino médio sul-coreana localizada em Yejang-dong, Seul. É reconhecida por admitir celebridades.

## Departamentos
- Departamento de Mídia Computacional
- Divisão de Conteúdo de Som Digital
- Departamento de Ciências da Saúde
- Departamento de Conteúdos Visuais e Musicais

## Alunos notáveis
- Bae Jin-young
- Park Ji-yeon
- Park Sun-Young
- Woo Hye-lim
- Huening Bahiyyih
- Kang Yeseo